# Чайтанья-мангала
«Чайта́нья-ма́нгала» (IAST: Caitanya-maṅgala) — поэма на бенгали, написанная в XVI веке кришнаитским поэтом Лочаной Дасой и описывающая жизнь бенгальского религиозного реформатора и основоположника традиции гаудия-вайшнавизма Чайтаньи Махапрабху.
В «Чайтанья-мангале», написанной Лочаной Дасой на бенгали, преимущественно рассказывается о тех деяниях Чайтаньи, которые ранее не были описанны в произведениях Вриндаваны Дасы и Кришнадасы Кавираджи. Особого внимания заслуживает поучительный диалог Чайтаньи со своей женой Вишнуприей, состоявшийся за ночь до принятия Чайтаньей санньясы. Будучи талантливым музыкантом, Лочана Даса рассказал об играх Чайтанье в «прекрасной поэтической форме, полной ритма и огня». Согласно Маханидхи Свами, благодаря форме изложения, даже «простые люди могут легко понять божественные качества Чайтаньи и пробудить свои религиозные чувства, читая „Чайтанья-мангалу“». Подобно тому, как индуисты регулярно декламируют древнеиндийские эпосы «Махабхарата» и «Рамаяна», гаудия-вайшнавы и по сей день декламируют «Чайтанья-мангалу» на бенгали.
«Чайтанья-мангала» состоит 11 000 стихов, распределённых между четырьмя разделами: Сутра-канда (1800), Ади-канда (3300), Мадхья-канда (4300) и Шеша-канда (1600). Так как поэма предназначалась для пения, дальнейшее деление на главы отсутствует. Сутра-канда описывает события, которые привели к воплощению Кришны в образе Чайтаньи в Навадвипе.
В Ади-канде описывается ранний период жизни Чайтаньи, до того, как он отправился в Гаю. Мадхья-канда описывает дальнейшую жизнь Чайтаньи вплоть до его встречи с Сарвабхаумой Бхаттачарьей. Шеша-кханда повествует о паломничестве Чайтаньи по Южной и Северной Индии. В некоторых манускриптах также содержится описание позднего периода жизни Чайтаньи вплоть до его смерти.